# Rütger von Scheven
Rütger von Scheven (* 1661 in Langenberg; † 24. Dezember 1740 in Düren) war ein Unternehmer, der die erste Papiermühle in Düren errichten ließ.
Von Scheven kam als Leinenhändler im Jahre 1694 nach Düren. Er erhielt am 9. Juli 1710 die Konzession zum Bau einer Papiermühle. Damit legte er den Grundstein für die Entwicklung Dürens zur Stadt mit der damals größten Dichte an Papierfabriken in Deutschland. Da er selbst ohne männlichen Nachwuchs blieb, vererbte er seine Papiermühle seinem Enkel Heinrich Wilhelm Schoeller (1745–1827), dem Sohn seiner Tochter Magdalena (1705–1794), die den nach Düren zugezogenen Tuchfabrikanten Johann Paul Schoeller (1700–1754) geheiratet hatte. Dadurch wurde die Schevensmühle im Jahre 1773 erbrechtlich mit dem ebenfalls zur Papiermühle umgewandelten Eisenreckhammer von Heinrich Wilhelm zur heute noch bestehenden Papierfabrik Schoellershammer zusammengeführt. Eine weitere,  
1862 errichtete Fabrik, die Neumühle, floss 1981 in das Unternehmen Kanzan Spezialpapiere GmbH ein.
Rütger von Scheven ist folglich einer der Ahnherrn der Industriellenfamilie Schoeller. 
Die Rütger-von-Scheven-Straße in Düren wurde durch Ratsbeschluss vom 31. Mai 1937 nach dem Unternehmer benannt. 

## Quelle
- Hugo Schoeller, August Victor Schoeller: Geschichte der Familie Schoeller, Seite 62; 2 Bände. R. Eisenschmid, Berlin 1894. Neuauflage bei Stedman und Wallmoden 1994

| Personendaten    | Personendaten                         |
| ---------------- | ------------------------------------- |
| NAME             | Scheven, Rütger von                   |
| KURZBESCHREIBUNG | Dürener Unternehmer, Papierhersteller |
| GEBURTSDATUM     | 1661                                  |
| GEBURTSORT       | Langenberg                            |
| STERBEDATUM      | 24. Dezember 1740                     |
| STERBEORT        | Düren                                 |